# 県道126号 (台湾)
県道126号（けんどう126ごう）は、苗栗県後龍鎮から同県獅潭郷を結ぶ、全長30.00kmの台湾の県道である。台13線と重複区間がある。

## 通過する自治体
- 苗栗県
  - 後龍鎮
  - 頭屋郷
  - 獅潭郷

## 接続する道路
- 台61線
- 台1線
- 台13甲線
- 台13線
- 台3線